# Over the Limit (2011)
Over the Limit (2011) foi um evento pay-per-view produzido pela WWE. Ocorreu no dia 22 de maio de 2011 na KeyArena em Seattle, Washington. Esta foi a segunda edição da cronologia do Over the Limit.

## Antes do evento
Over the Limit terá lutas de wrestling profissional de diferentes lutadores com rivalidades e storylines pré-determinadas que se desenvolveram no Raw, SmackDown e WWE Superstars — programas de televisão da WWE. Os lutadores interpretaram um vilão ou um mocinho seguindo uma série de eventos para gerar tensão, culminando em várias lutas.
No Extreme Rules, John Cena se tornou WWE Champion ao derrotar John Morrison e o campeão The Miz. No Raw de 9 de maio, os transferidos do SmackDown para o Raw Alberto Del Rio e Rey Mysterio discutiram sobre o desafiante do título de Cena com Miz e R-Truth. O Gerente Geral anônimo decidiu que Miz, Del Rio e Mysterio se enfrentariam em uma Triple Threat match pelo direito de enfrentar Cena no Over the Limit. Miz venceu a luta com a ajuda de Alex Riley. Cena, então, anunciou que a luta no Over the Limit seria uma "I Quit" match.
Após a Triple Threat match, R-Truth atacou Mysterio, criando uma rivalidade entre os dois, com Truth o acusando de ter roubado sua vaga na Triple Treat match. Na semana seguinte, Truth voltou a atacar Mysterio após uma luta com Del Rio, lhe desafiando para uma luta no Over the Limit.
No WrestleMania XXVII, Michael Cole derrotou Jerry Lawler por desqualificação. No evento seguinte, Extreme Rules, Cole se aliou a Jack Swagger para derrotar Lawler e Jim Ross em uma Country Whipping match. No Raw de 9 de maio, Cole anunciou que se aposentaria das lutas. Lawler, no entanto, o desafiou para mais um embate, no qual, se Cole fosse vitorioso, Lawler introduziria Cole ao Hall da Fama e lhe daria o anel que ganhou em sua indução. Cole, no entanto, negou a luta, ofendendo a falecida mãe de Lawler, que tentou atacá-lo, apenas para ser interceptado por Swagger. Mais tarde, Lawler distraiu Swagger, o fazendo perder uma luta para Kofi Kingston. Irado, Lawler atacou Cole e Swagger, que aceitou a luta proposta mais cedo em nome de Cole. Na semana seguinte, Cole e Lawler assinaram o contrato para a luta, a qual Cole transformou em uma Kiss My Foot match. Durante a cerimônia, Cole insultou Swagger, que o abandonou.
Christian derrotou Alberto Del Rio em uma Ladder match no Extreme Rules, conquistando o World Heavyweight Championship. No entanto, no SmackDown da mesma semana, Christian perdeu o título para Randy Orton. No Over the Limit, Christian terá sua revanche pelo título.
Em janeiro, Wade Barrett criou The Corre, facção consistida de Barrett, Justin Gabriel, Heath Slater e Ezekiel Jackson, e que deveria funcionar sem um líder. Jackson e o então Intercontinental Champion Barrett passaram a ter uma disputa de poder pelas derrotas. Anunciado exclusivamente no WWE.com, Barrett enfrentará Jackson no Over the Limit, luta por seu título.
No Draft, Sin Cara foi transferido para o SmackDown, onde passou a ser mentorado pelo também mexicano Chavo Guerrero. No entanto, Chavo ajudou Cara a vencer uma luta contra Daniel Bryan trapaceando, o que irritou o mascarado, criando uma rivalidade entre os dois.

## Resultados
| Nº                                          | Resultados                                                          | Estipulações | Tempo |
| ------------------------------------------- | ------------------------------------------------------------------- | --- | ----- |
| Dark                                        | Daniel Bryan derrotou Drew McIntyre                                 | Luta individual | N/A   |
| 1                                           | R-Truth derrotou Rey Mysterio                                       | Luta individual | 8:12  |
| 2                                           | Ezekiel Jackson derrotou Wade Barrett (c) por desqualificação       | Luta individual pelo WWE Intercontinental Championship                                                              | 7:27  |
| 3                                           | Sin Cara derrotou Chavo Guerrero                                    | Luta individual | 7:23  |
| 4                                           | Kane e Big Show (c) derrotaram The New Nexus (CM Punk e Mason Ryan) | Luta de duplas pelo WWE Tag Team Championship                                                                       | 9:06  |
| 5                                           | Brie Bella (c) (com Nikki Bella) derrotou Kelly Kelly               | Luta individual pelo WWE Divas Championship                                                                         | 4:03  |
| 6                                           | Randy Orton (c) derrotou Christian                                  | Luta individual pelo World Heavyweight Championship                                                                 | 16:52 |
| 7                                           | Jerry Lawler derrotou Michael Cole                                  | Luta "Beije Meu Pé"; se Cole vencesse, Lawler o introduziria ao Hall da Fama da WWE e lhe daria seu anel de membro. | 3:01  |
| 8                                           | John Cena (c) derrotou The Miz (com Alex Riley)                     | Luta "I Quit" pelo WWE Championship                                                                                 | 24:56 |
| (c) – Refere-se aos campeões antes da luta. |                                                                     | |       |